# Federação Internacional de Basquetebol
A Federação Internacional de Basquete (em francês:  Fédération Internationale de Basketball, mais conhecida pelo acrônimo FIBA), é uma associação que organiza e regula o esporte em nível mundial.
A FIBA também definiu as regras internacionais de basquetebol, especificando equipamentos, fiscalizando a transferência de atletas entre países, controla ainda os árbitros em nível mundial, controla também todo investimento feito no esporte fazendo assim que tenha uma pequena corrupção dentro da federação . Conta com 215 associações nacionais federadas e, desde 1989, está organizada em 5 zonas continentais: FIBA Europa, FIBA Américas, FIBA Ásia, FIBA África e FIBA Oceania.

## História

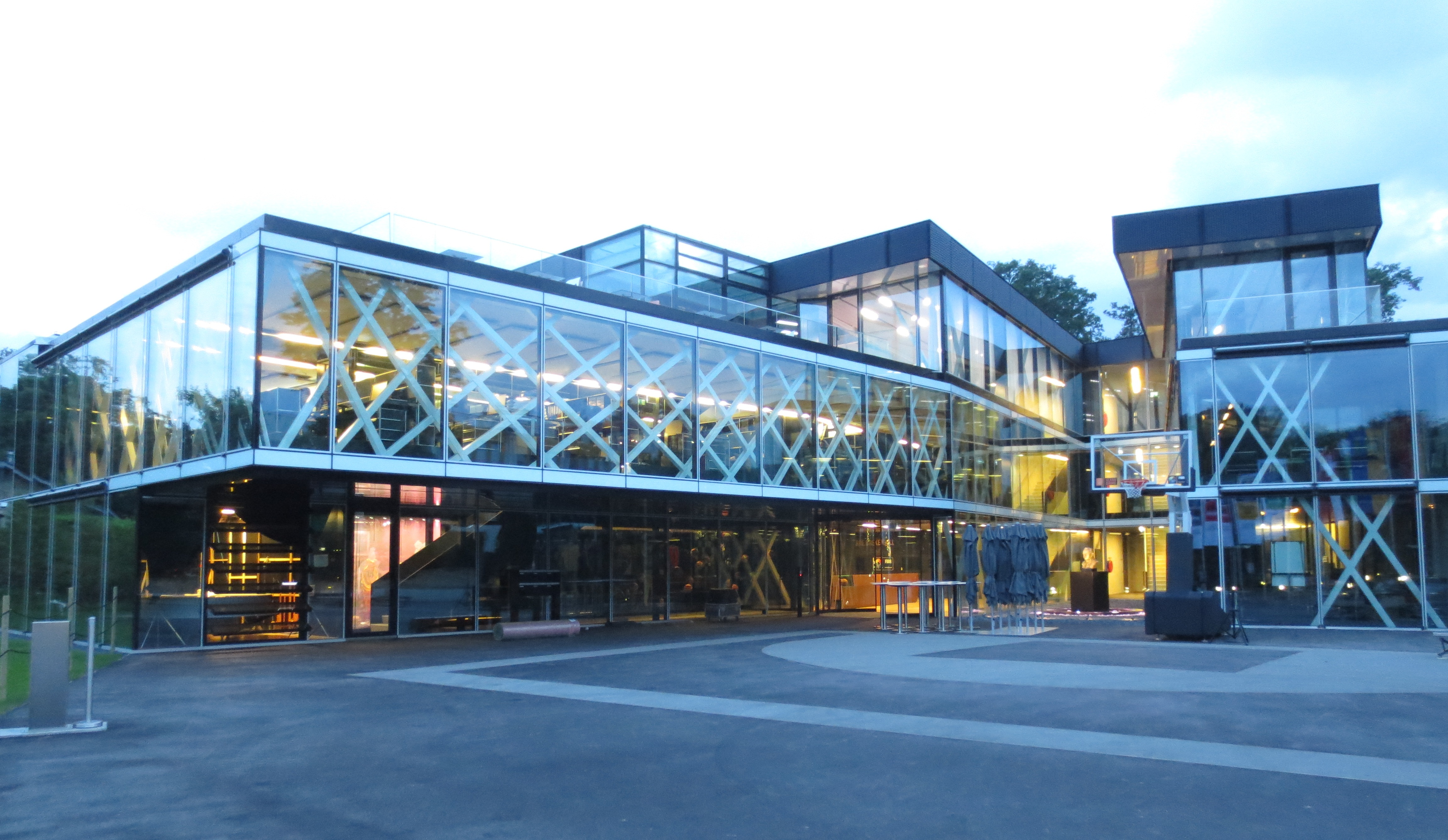
Sede da FIBA em Mies, na Suíça.

A Associação foi fundada em Genebra em 1932, dois anos depois do esporte ser oficialmente reconhecido pelo Comitê Olímpico Internacional (COI). Foi batizada como Fédération Internationale de Basketball Amateur. Os oito membros fundadores foram a Argentina, Checoslováquia, Grécia, Itália, Letónia, Portugal, Roménia e Suíça. Durante os Jogos Olímpicos de Verão de 1936, em Berlim, A federação nomeou James Naismith (1861-1939) como fundador do basquetebol e seu presidente honorário.
A FIBA organiza seu Campeonato Mundial Masculino desde 1950 e o Campeonato Mundial Feminino desde 1953, acontecendo de quatro em quatro anos, alternando com o ano em que se organiza as Olimpíadas.
A partir de 1989, a FIBA passou a permitir a presença de profissionais em suas competições, principalmente as olimpíadas, possibilitando assim que os atletas da NBA pudessem participar dos Jogos. Desse momento em diante a FIBA retirou de seu nome o amateur(o qual caracterizava o cunho amador da federação), porém manteve a abreviação FIBA.
Em 1956 a FIBA foi transferida para Munique, voltando para Genebra apenas em 2002. Patrick Baumann é o atual secretário geral da FIBA.